# Xã Loami, Quận Sangamon, Illinois
Xã Loami (tiếng Anh: Loami Township) là một xã thuộc quận Sangamon, tiểu bang Illinois, Hoa Kỳ. Năm 2010, dân số của xã này là 1.070 người.